# Iglesia de Nuestra Señora de Belén (Carrión de los Condes)
La iglesia de Nuestra Señora de Belén de Carrión de los Condes (Palencia, Castilla y León, España) es un templo de culto católico que se remonta a diversos períodos constructivos en los siglos XVI y XVII. Su silueta es seguramente el elemento más emblemático del paisaje urbano de la población palentina, ya que se erige en su parte más alta, al noroeste de la ciudad, y se asoma a un tajo abierto por el río Carrión, atalaya desde la que se divisa toda la vega carrionesa. En sus proximidades se situaba la mansio conocida como Lacóbriga.

## Historia y descripción
La iglesia fue reedificada entre 1552 y 1579 a partir de la primitiva medieval, de finales del siglo XV, que estaba inconclusa y en malas condiciones. En este punto estuvo la antigua fortaleza señorial de la ciudad, demolida en 1474. Las obras de la segunda fábrica corrieron a cargo de los arquitectos Francisco Ravín y Juan de Celaya, que emplearon como materiales constructivos la piedra y el ladrillo. Sin embargo, al finalizar el siglo, resultaba evidente que la reconstrucción ejecutada recientemente no había resuelto determinados problemas estructurales. En consecuencia, ya en el siglo XVII, se acometió una segunda remodelación en la que se cambió la orientación del templo, se levantó una nueva nave y se terminó la torre.
De los arranques de arcos y ménsulas visibles en su parte exterior, mirando al oeste, se deduce que la iglesia fue antiguamente mucho mayor, y quizás era de tres naves. En el interior también se aprecian los derrumbes por los arcos que debían de continuar. El achicamiento de la construcción seguramente guardó relación con los riesgos de derrumbes en las paredes del barranco asomado al río, cuya tierra es fácilmente erosionable por el agua, como atestiguan los desplomes de material sucedidos en años recientes. Una barandilla de piedra cierra el terreno por el oeste y el sur y protege del brusco desnivel.

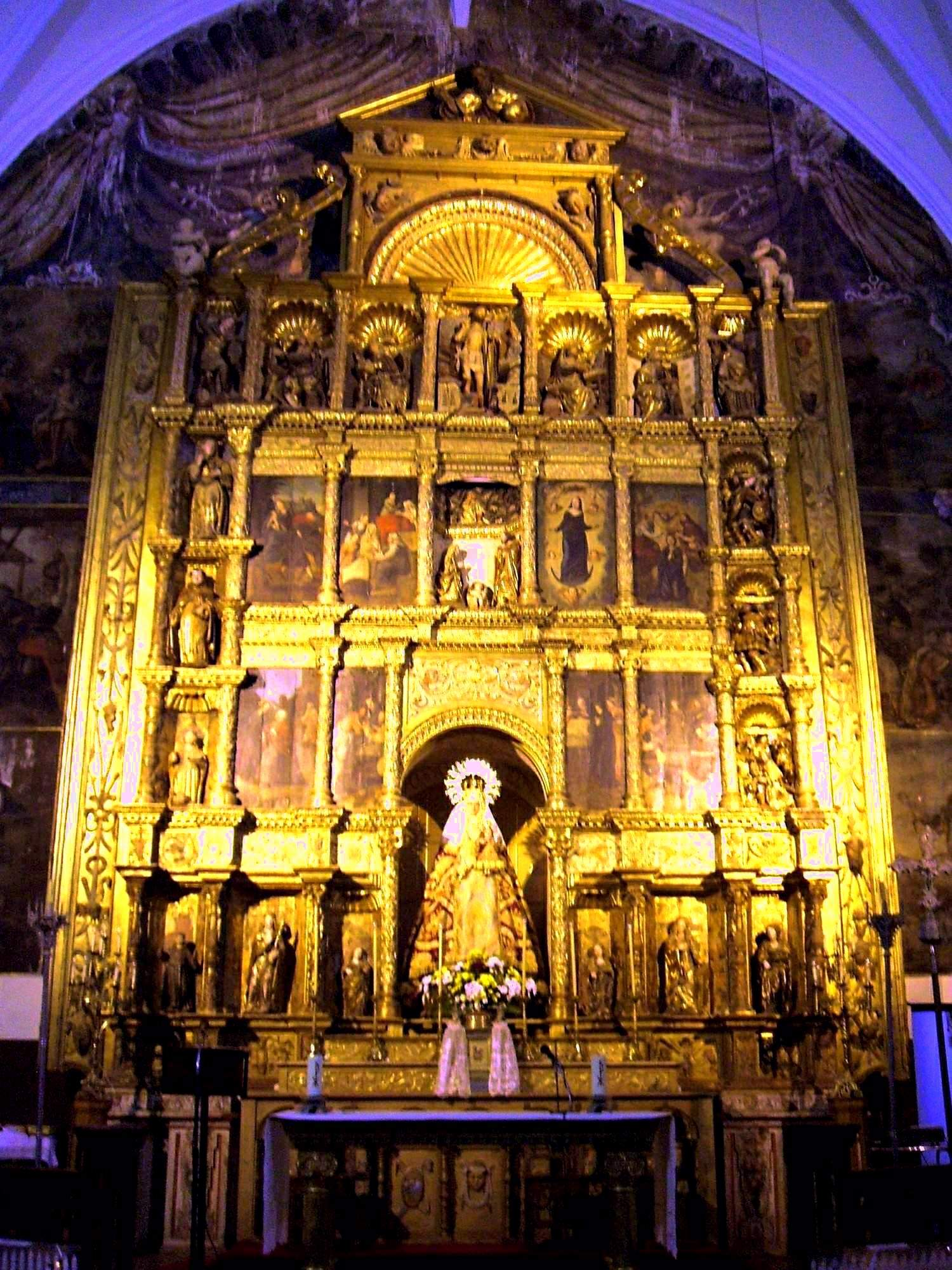
Retablo mayor plateresco

Lo que se conserva en la actualidad es una sola nave de tres tramos, el primero de los cuales está ocupado por los coros alto y bajo, y sin crucero. La torre es un prisma de dos cuerpos y escasa altura; el cuerpo superior, que alberga el campanario, está construido en piedra en la parte inferior y en ladrillo en la parte superior. A mitad de su altura, en uno de los pilares esquineros, se divisa un escudo con las armas reales de León y Castilla que llama la atención por el orden de los cuarteles. La portada de acceso, orientada al este y junto a la torre, es un simple vano adintelado sin frontispicio ni decoración, salvo la pequeña imagen de la Virgen colocada en una hornacina abierta encima de la puerta.
Del interior, es muy de destacar el retablo mayor, gran estructura de estilo renacentista plateresco de principios del siglo XVI formada por banco, ático y tres cuerpos divididos verticalmente en siete calles. Los espacios generados por esta cuadrícula están separados por finos entablamientos y columnas, y aparecen ocupados por ocho óleos sobre tabla de Antonio Calderón que ilustran diversos pasajes de la vida de la Virgen María y por 21 tallas y relieves narrativos de santos y personajes divinos, entre las que resalta, por mayor tamaño y situación central, la de la patrona de Carrión, la Virgen de Belén, imagen medieval del siglo XIII pero adaptada para vestir en el siglo XVI.

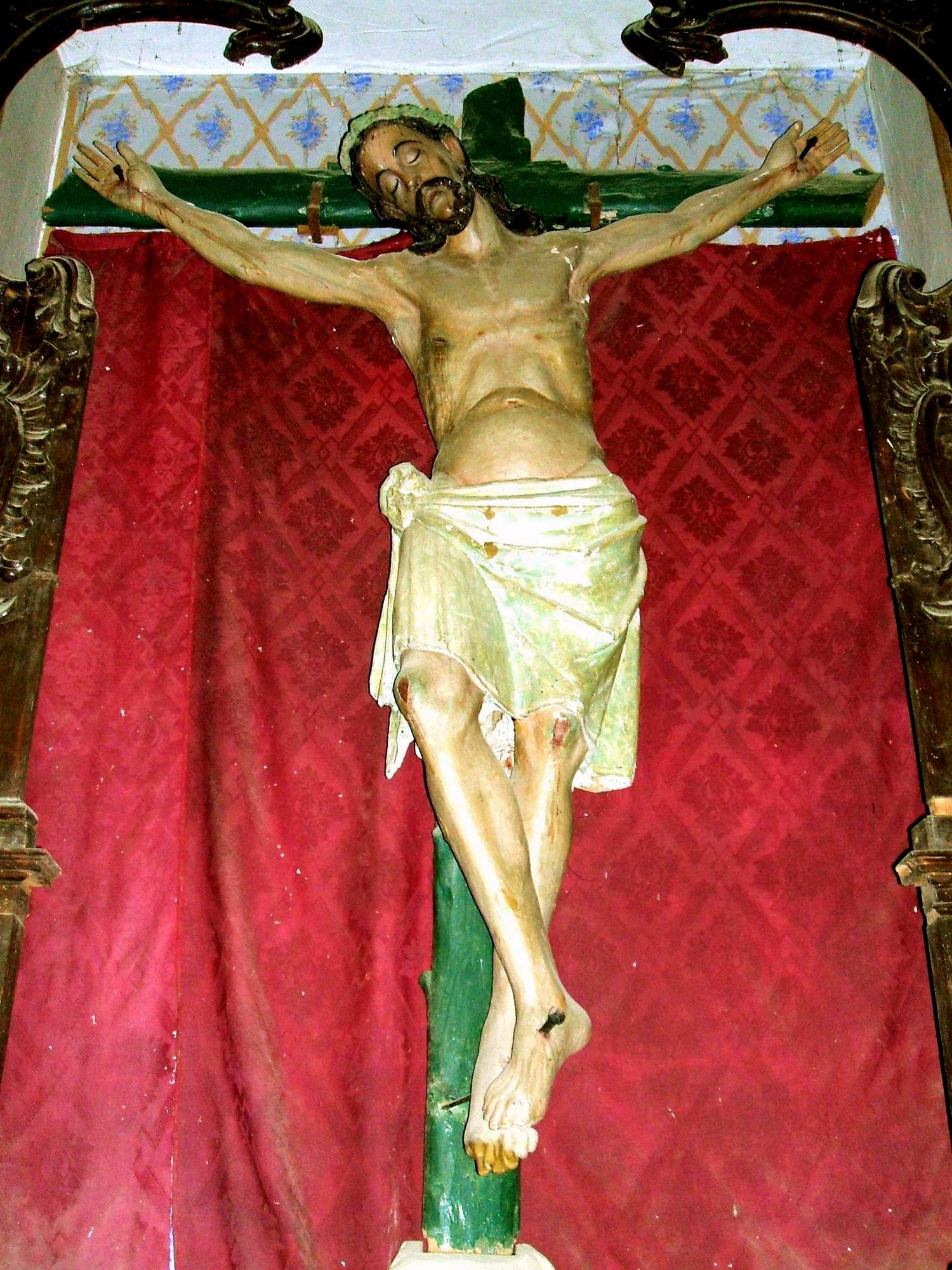
Cristo de la Salud

La patrona aparece hoy ricamente ataviada y adornada con los obsequios devocionales de los carrioneses. La corona, de oro con incrustaciones de piedras preciosas, fue costeada con donaciones de los fieles y devotos. Todo el trabajo escultórico es atribuido a un único artista anónimo, que demuestra conocer el último gótico burgalés, de gusto flamenco.
La primitiva mazonería del retablo ganó superficie a mediados del siglo XVI con la adición de un sotabanco, sendos guardapolvos o pulseras laterales y el ático con cuerpo avenerado y frontón triangular; este retablo recrecido, terminado en 1553, se adecuó mejor a una ampliación de la cabecera realizada por aquella época.
En 1960, con motivo de la coronación canónica de la imagen de la Virgen de Belén, se desmontó el retablo para limpiarlo: al montarlo de nuevo se rehicieron algunas partes, desapareció el camarín barroco de la Virgen y se cambiaron de lugar algunas imágenes, por lo que su lectura iconográfica es ahora difícil. Entre ellas destacan el Nacimiento, los Evangelistas, Cristo resucitado y los relieves de los Reyes Magos. Alrededor del retablo, tapando el fondo del presbiterio, hay seis pinturas murales del siglo XVII que ilustran escenas de la vida de la Virgen y de Jesucristo, algunas repetidas de las que figuran en el retablo. Pueden contemplarse aquí la Anunciación, la Huida a Egipto, la Adoración de los Pastores, la Adoración de los Magos, Jesús con José y la Virgen con Santa Ana.
La capilla de San Gregorio contiene un valioso Crucificado gótico del siglo XIV, el Cristo de la Salud, así como tallas de San Gregorio, la Virgen de la Piedad y la Virgen de los Dolores.